# Ringtheater

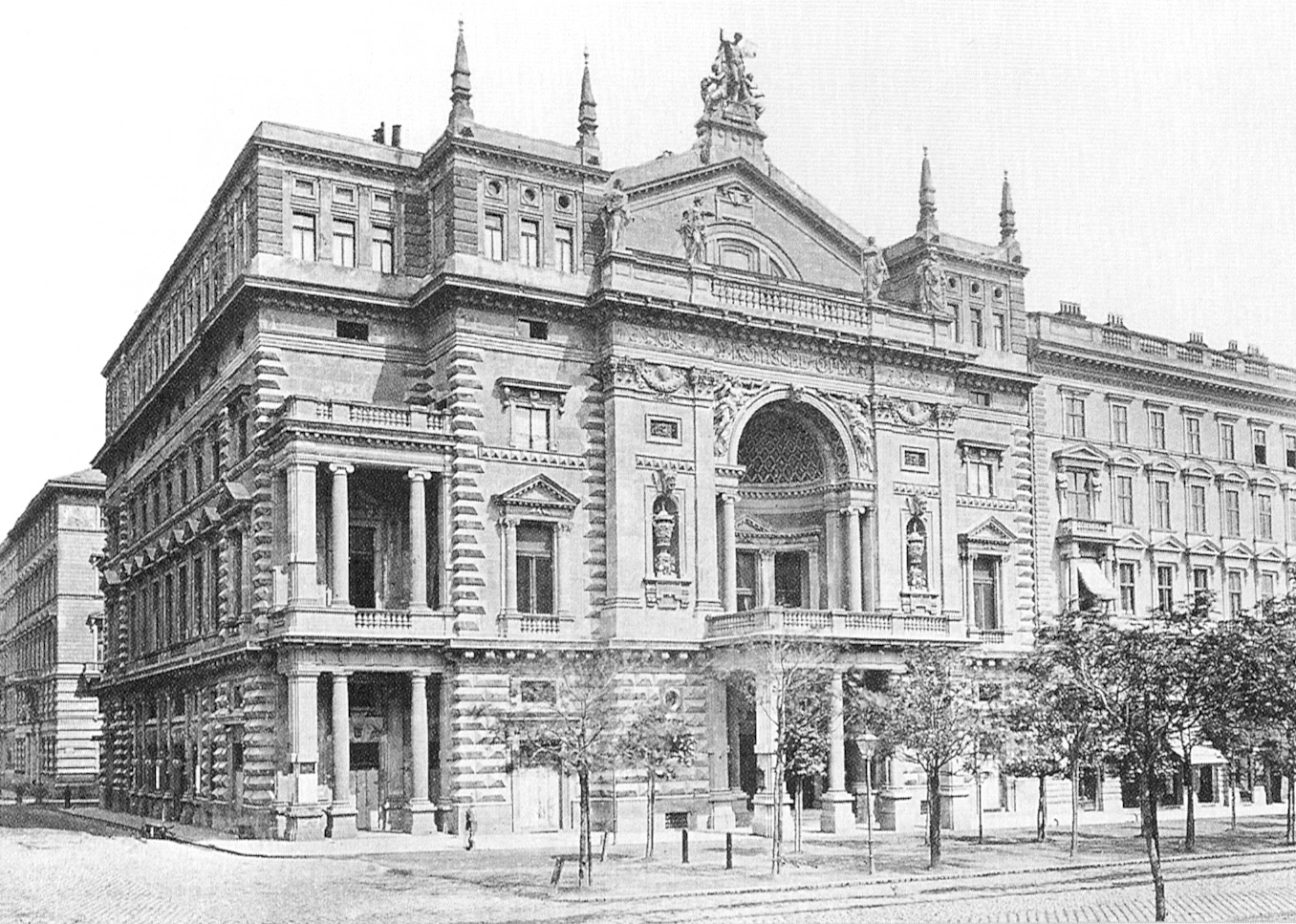
Das Ringtheater vor 1881

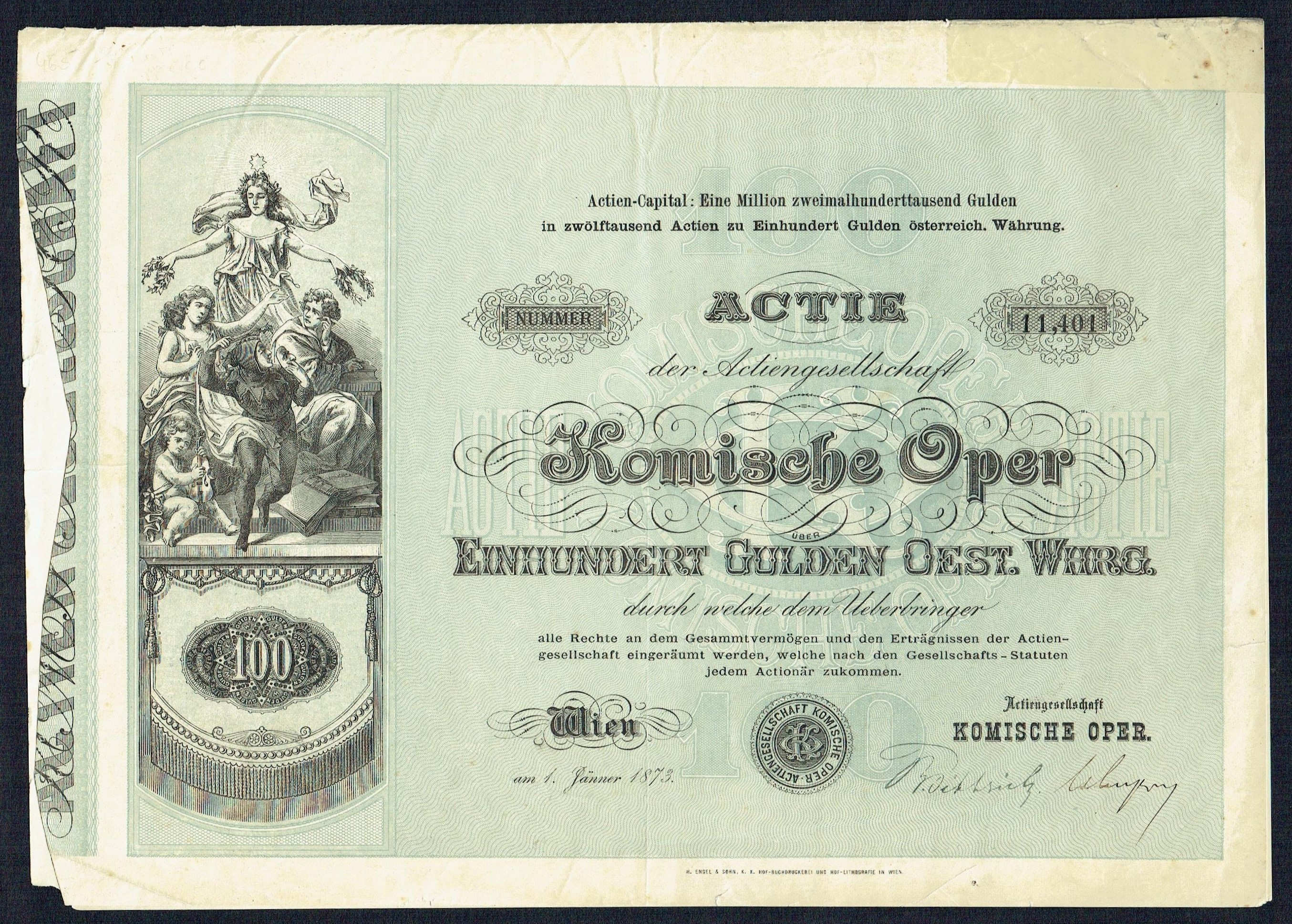
Aktie über 100 Gulden der AG Komische Oper vom 1. Januar 1873

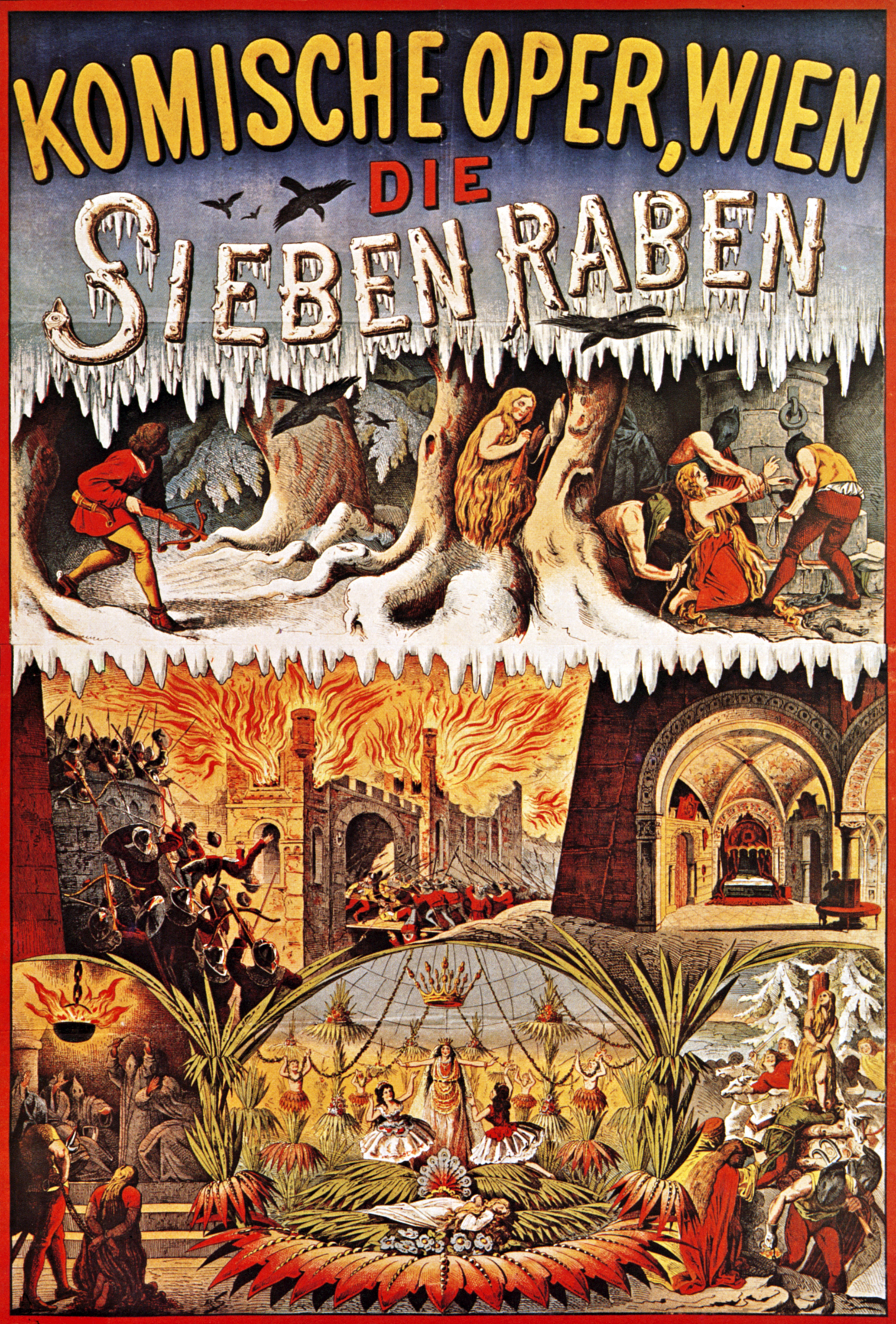
Komische Oper (später: Ringtheater), Plakat zur Premiere am 6. Mai 1876

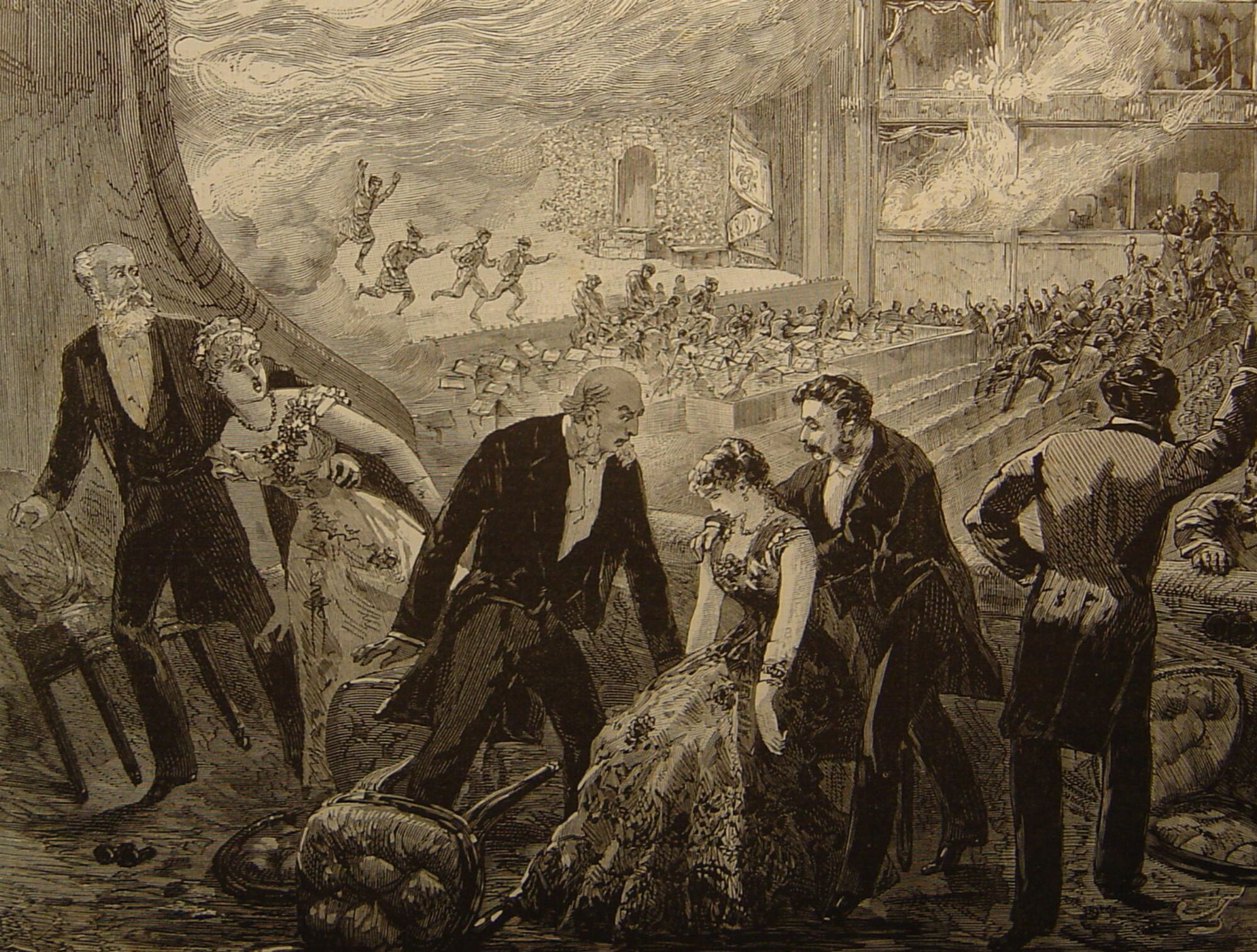
Brand im Innern

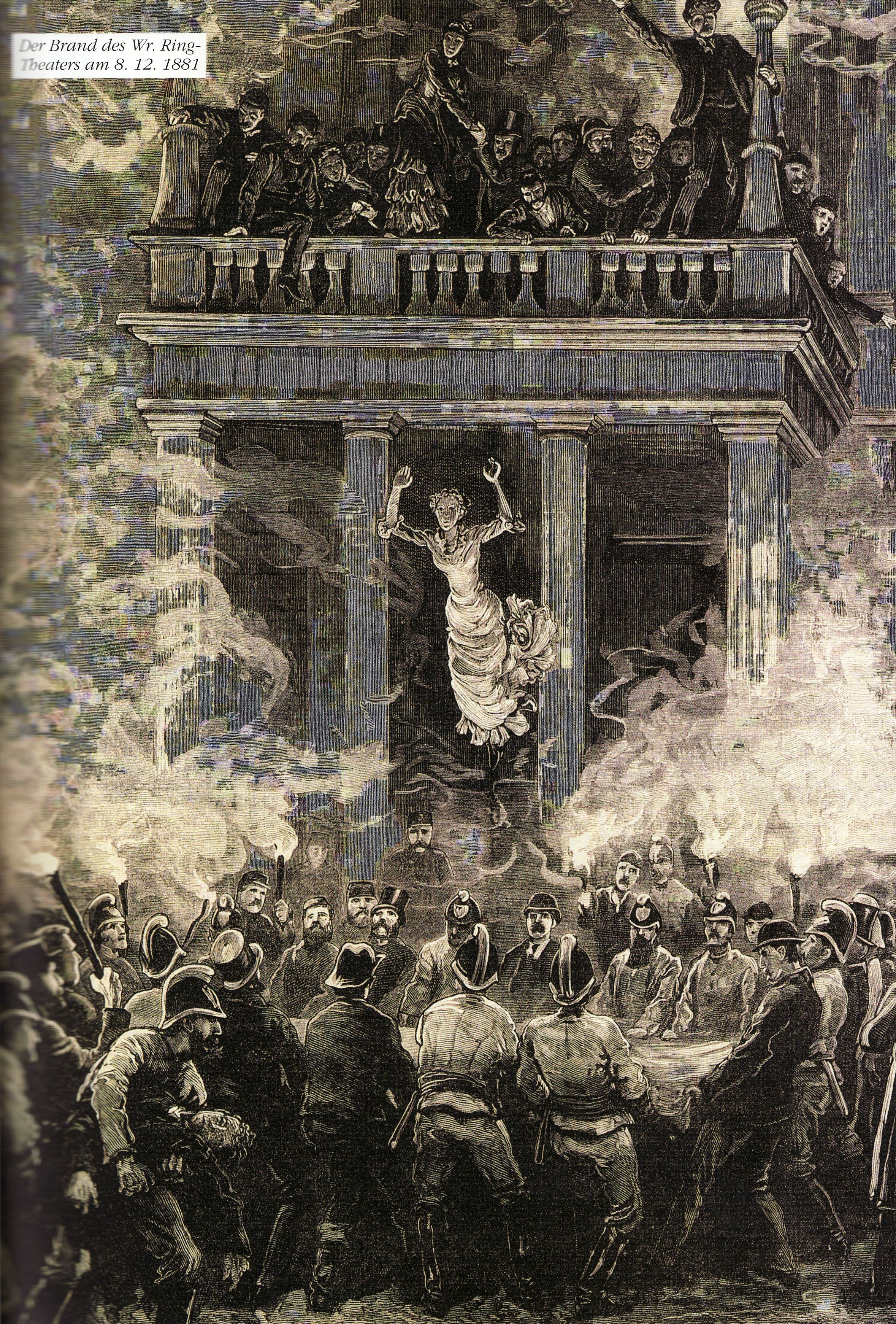
Carl Pippich: Brand am Portal des Ringtheaters

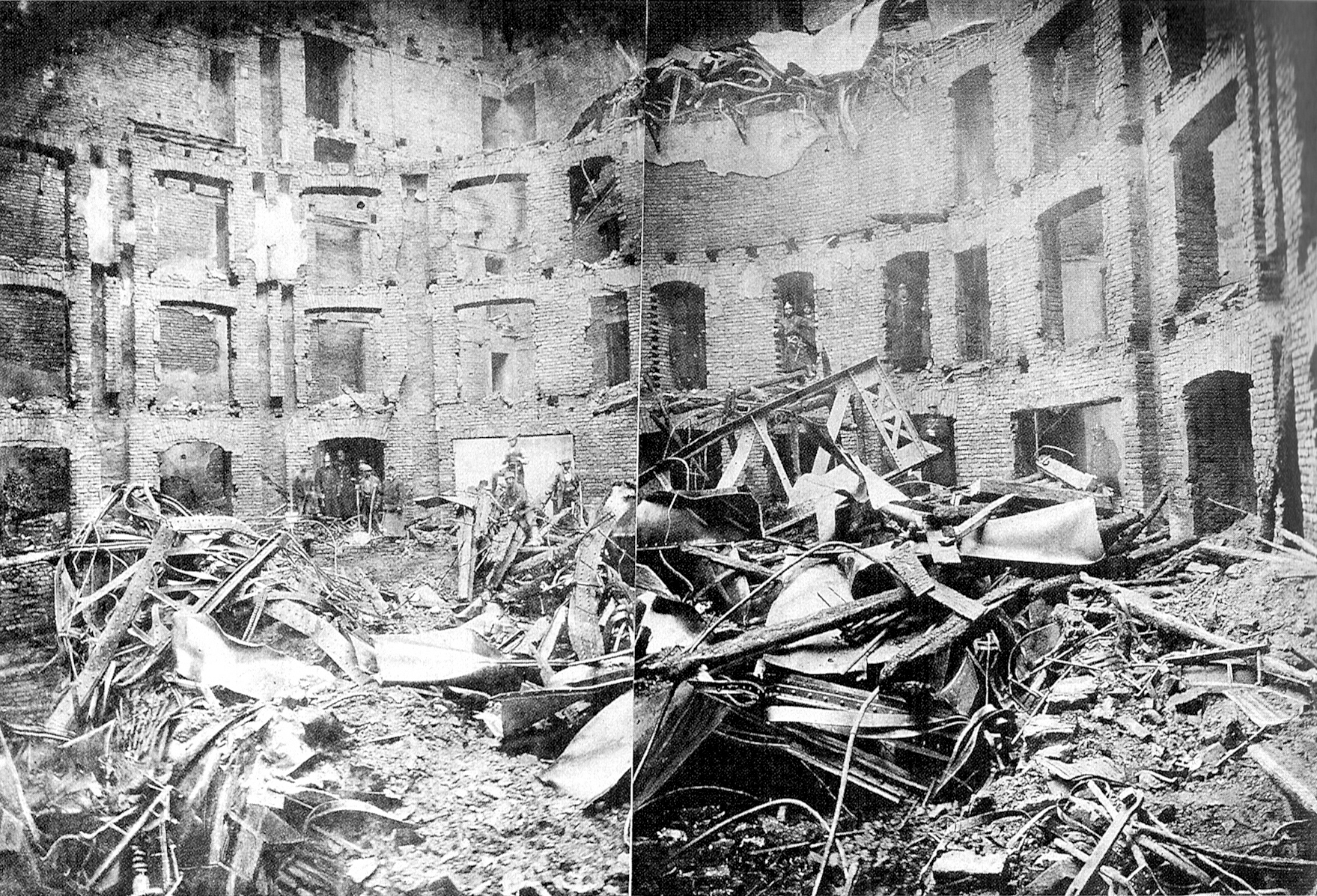
Die Brandruine des Ringtheaters am 8. Dezember 1881

Das Ringtheater war ein volkstümliches Theater am Schottenring 7 im 1. Wiener Gemeindebezirk Innere Stadt, das 1881 durch den Ringtheaterbrand zerstört wurde. Heute befindet sich an seiner Stelle die Landespolizeidirektion Wien.

## Bau- und Nutzungsgeschichte
Im Oktober 1872 erhielt ein Konsortium von drei Herren durch kaiserliche Entschließung die Konzession für ein „neues stabiles Theater“ auf dem Schottenring gegenüber der Börse unter dem Namen „Komische Oper“ für „theatralische Vorstellungen jeder Art und des Balletts“. Zur Beschaffung des Bau- und Betriebskapitals wurde eine Aktiengesellschaft gegründet. Mit der Planung und Bauausführung wurde Emil von Förster betraut. Da ihm nur eine relativ kleine Bauparzelle zur Verfügung stand, das Theater aber 1700 Personen fassen sollte, strebte er eine Raumerweiterung nach oben an und erreichte das durch eine verschachtelte Gliederung von Vestibülen, Gängen und Stiegenhäusern. Die „Komische Oper“, die als Gegenpol zur Hofoper „leichte“ Opern spielen sollte, wurde am 17. Jänner 1874 unter der Direktion Albin Swobodas mit Rossinis Der Barbier von Sevilla eröffnet.
Zunächst führte die Aktiengesellschaft, auf welche die Konzession übergegangen war, den Betrieb auf eigene Rechnung. Der von der Aktiengesellschaft als künstlerischer Leiter engagierte Albin Swoboda legte die Direktion bereits am 9. März 1874 wieder zurück. In der Folge lösten die Direktoren einander immer wieder kurzfristig ab. Es gelang keinem, das Haus zum Erfolg zu führen, zeitweilig war es sogar geschlossen. Auch der erfolgreiche Direktor des Theaters an der Wien, Friedrich Strampfer, vermochte sich nicht länger als drei Jahre über Wasser zu halten, obwohl er das Haus in Ringtheater umbenannte und das Repertoire um Sprechstücke, deutsche und italienische Oper sowie Varieté erweiterte. Zu finanziellen Schwierigkeiten kamen auch immer wieder technische, wie unter anderem bei den Proben zu den „Sieben Raben“. 
Mit 1. Juni 1881 pachtete Franz Jauner das Theater. Die Hoffnung, dass nunmehr unter seiner theaterkundigen Leitung das Unternehmen endlich gedeihen werde, machte die verheerende Brandkatastrophe, der Ringtheaterbrand, am 8. Dezember 1881 zunichte.

## Zerstörung
Am 8. Dezember 1881 brach im Bereich des Bühnenhauses des Ringtheaters vor Beginn der Vorstellung der Oper von Jacques Offenbach „Hoffmanns Erzählungen“ beim Anzünden der Bühnenbeleuchtung ein Brand aus. Durch die Verkettung unglücklicher Umstände und technischer Nachlässigkeiten griff der Brand in rasender Geschwindigkeit auf den Zuschauerraum über. Dabei kamen 386 Menschen ums Leben. Besonders die Besucher der oberen Ränge wurden Opfer der architektonischen Mängel des Zuschauerhauses. Die Asche der nicht mehr individuell identifizierbaren Toten wurde in einem Ehrengrab mit den Namen der Opfer auf dem Wiener Zentralfriedhof bestattet (Gruppe 30 A beim Haupttor 2). Das im Eigentum des Wiener Stadterweiterungsfonds stehende und gegen Feuer versicherte Theatergebäude wurde im Innern vollständig vernichtet.
Der Brand des Ringtheaters rief in der Öffentlichkeit der Zeit allgemein Entsetzen und Betroffenheit hervor.
Am 15. Dezember 1882 erließ man als Reaktion auf die Brandkatastrophe ein neues Theatergesetz, die Wiener Feuerwehr wurde reorganisiert und die Rettungsgesellschaft gegründet. Theaterdirektor Franz Jauner und Bürgermeister von Newald wurden gerichtlich belangt. Am 15. Dezember 1882 erfolgte der Abriss der verbliebenen Hülle des Theatergebäudes an der Ringstraße.
An der Stelle des Ringtheaters entstand aus Privatmitteln des Kaisers das so genannte Sühnhaus, ein Zinshaus, dessen Zinsertrag wohltätigen Zwecken zufloss. Es wurde 1945 schwer beschädigt und 1951 abgetragen; 1969–1974 wurde auf dem Areal ein Amtsgebäude für die Landespolizeidirektion Wien errichtet.

## Erhaltener Skulpturenschmuck
Die vier überlebensgroßen Skulpturen aus Kalkstein von der Attika der Hauptfassade wurden von dem Wiener Bildhauer Friedrich Steger geschaffen und galten als das sogenannte „Singende Quartett“ (Sopran, Alt, Tenor, Bass). Sie überdauerten den Ringtheaterbrand von 1881, wurden 1882 vor dem Abbruch der ausgebrannten Ruine von Max Schmidt 1882 erworben und als Figurinen in seinem Pötzleinsdorfer Schlosspark auf die Wiese gestellt.

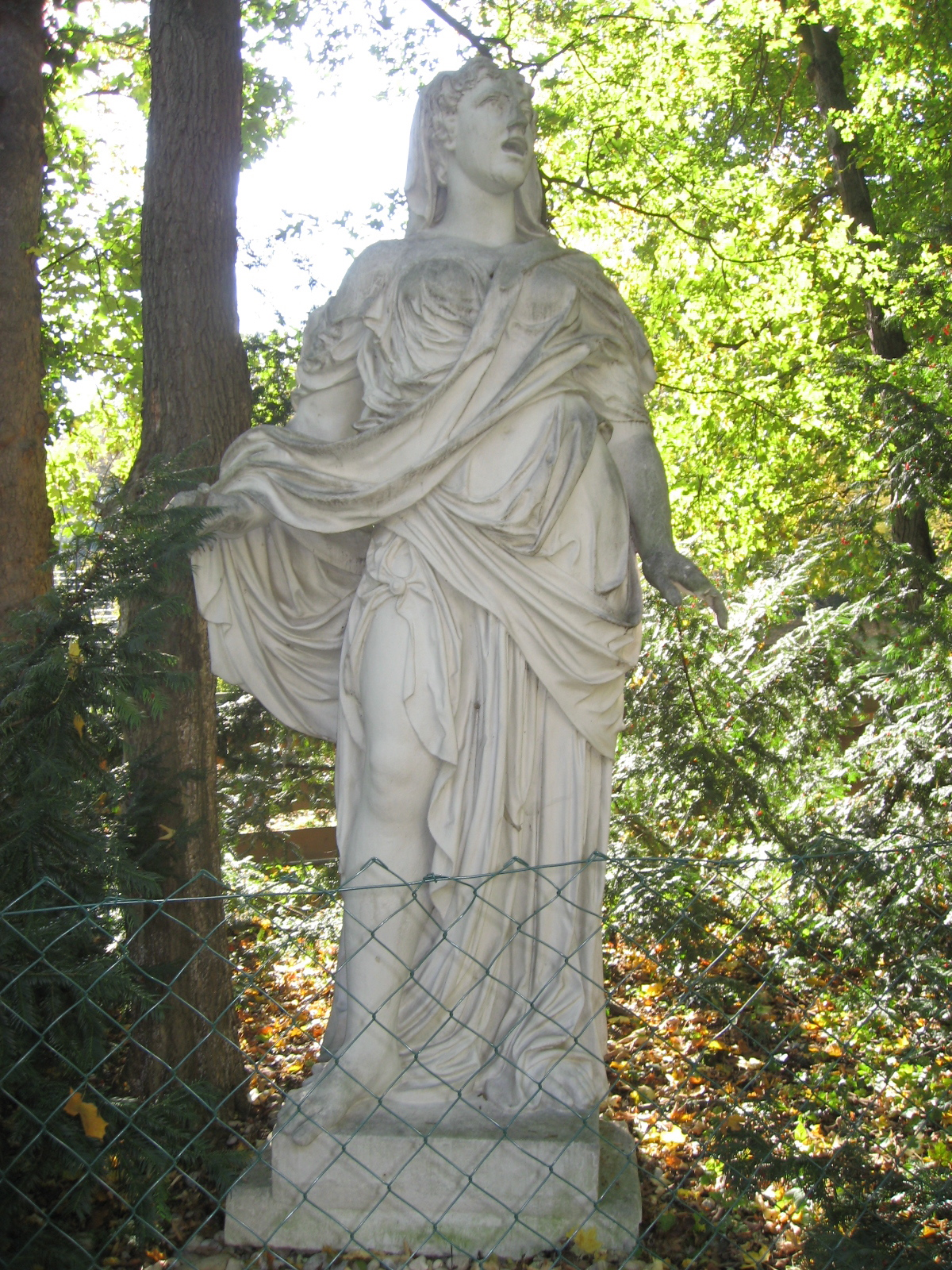
„Singendes Quartett – Alte Frau“ (Alt)
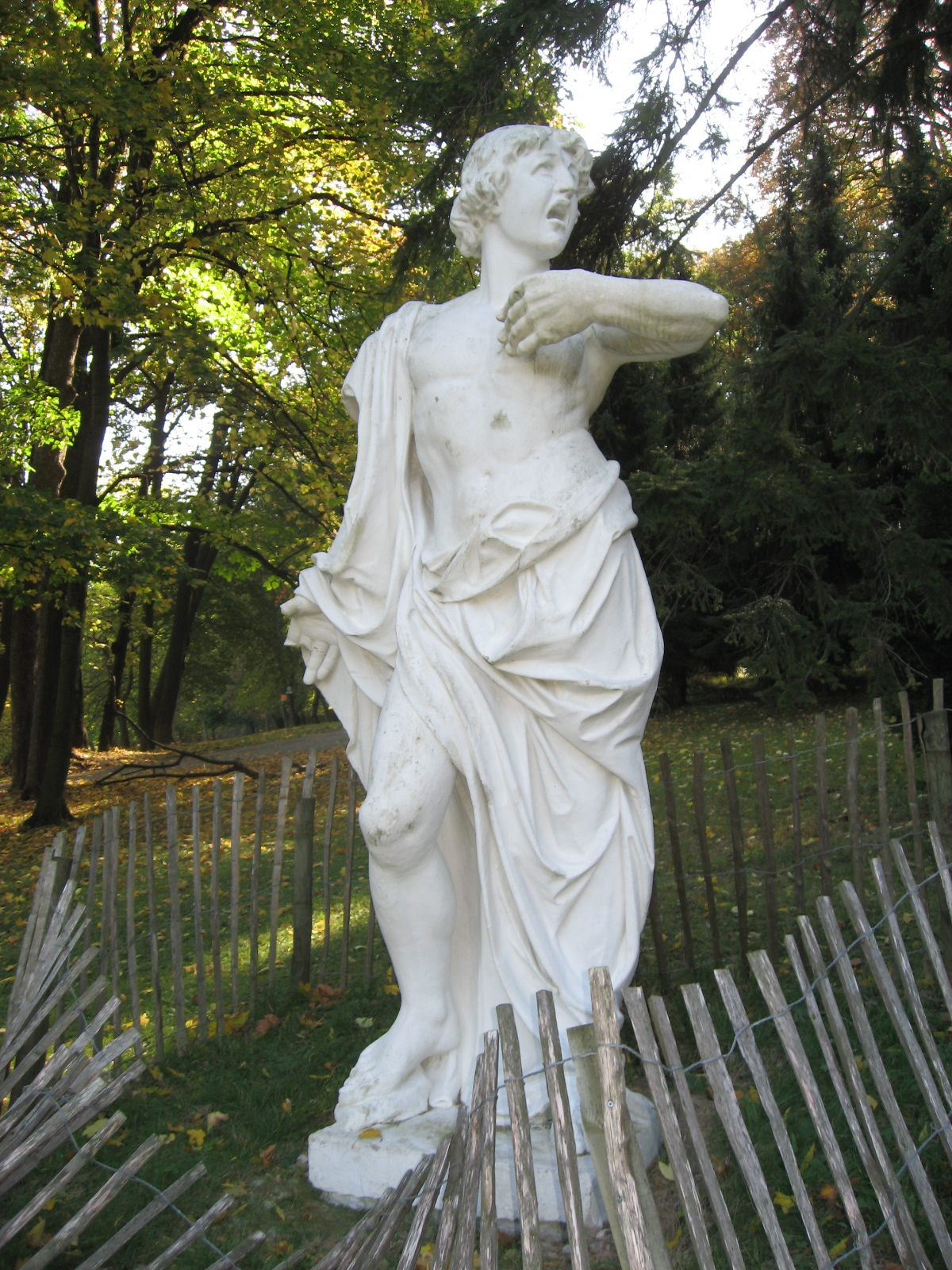
„Singendes Quartett – Junger Mann“ (Tenor)
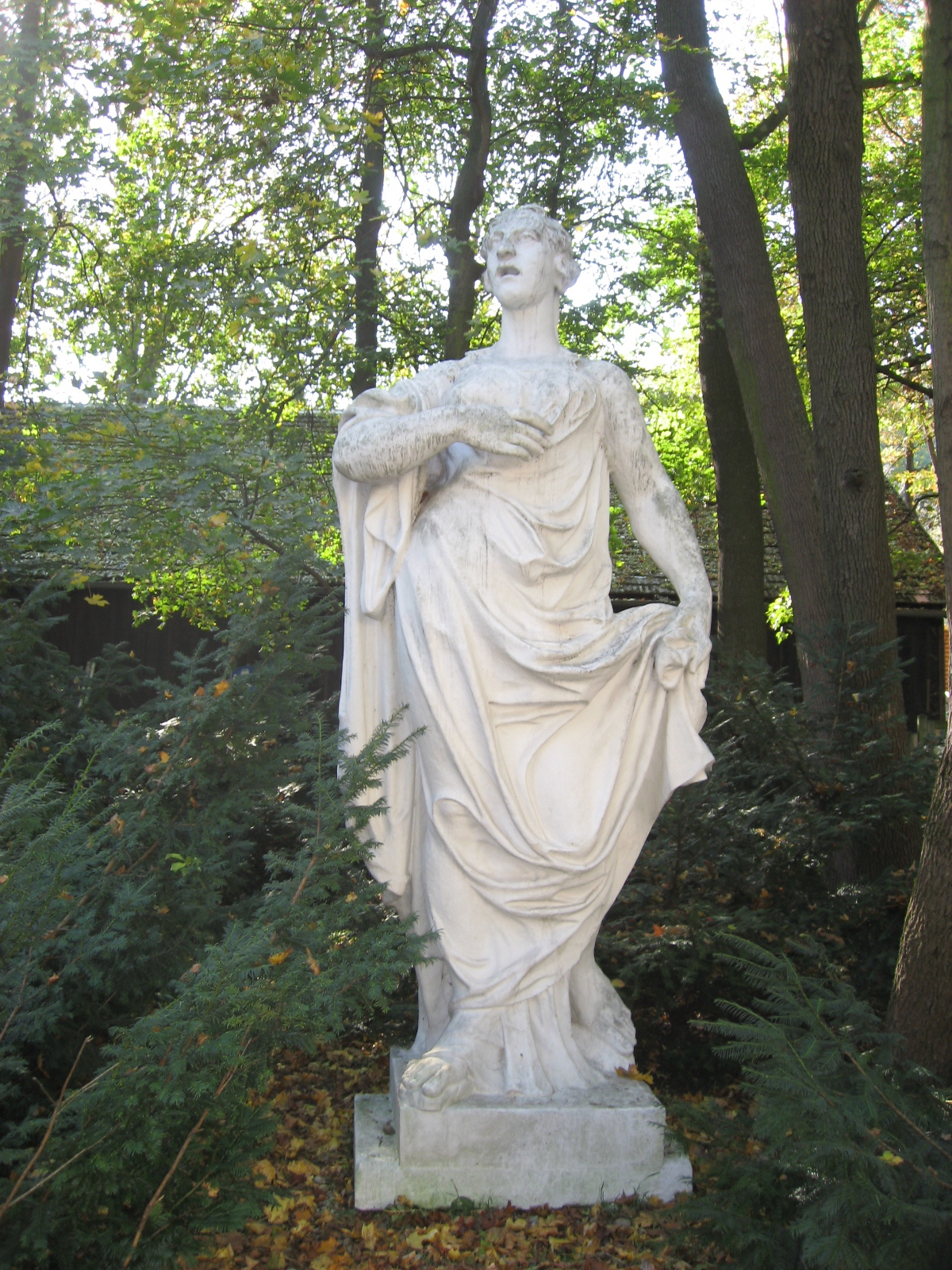
„Singendes Quartett – Junge Frau“ (Sopran)
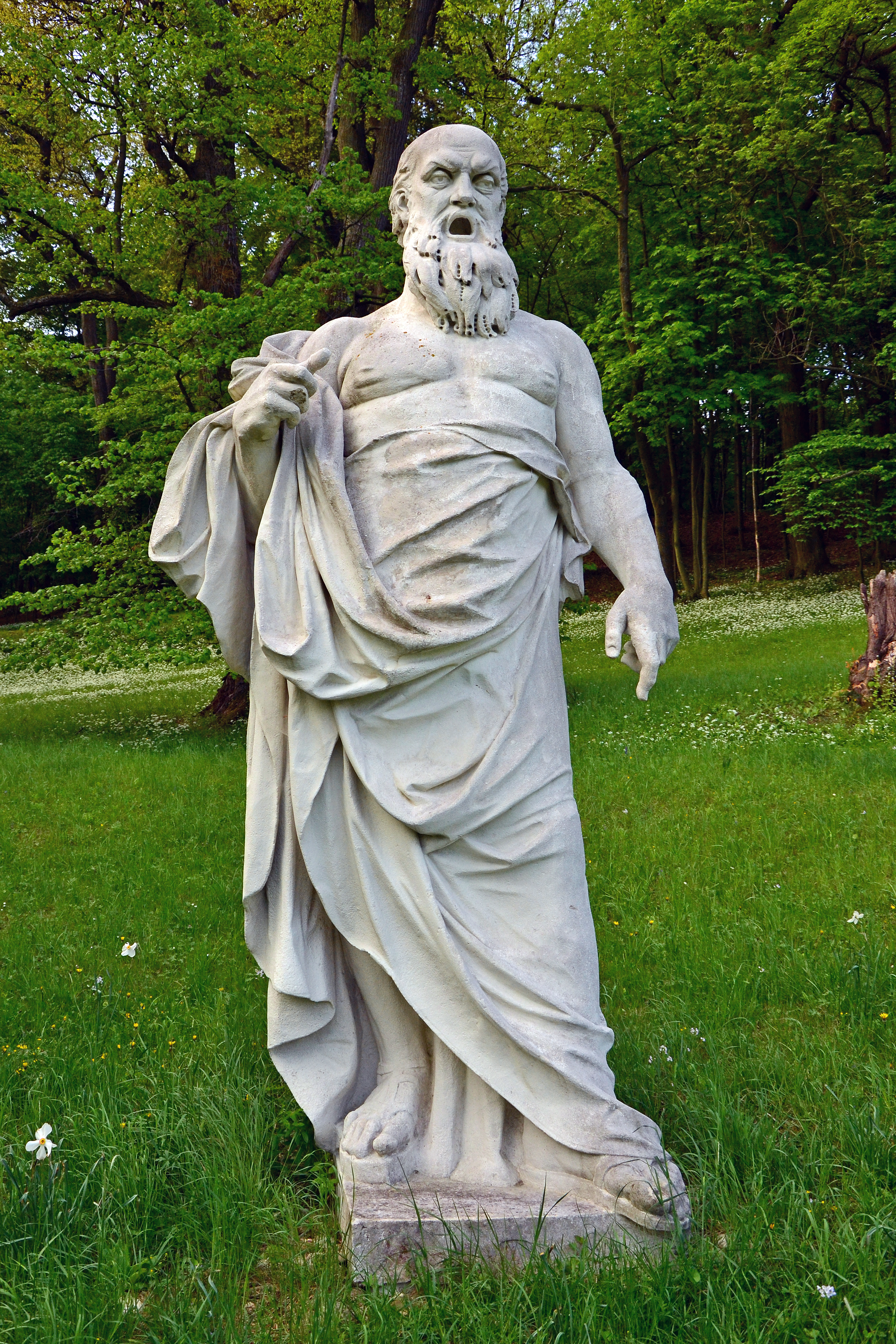
„Singendes Quartett – Alter Mann“ (Bass)
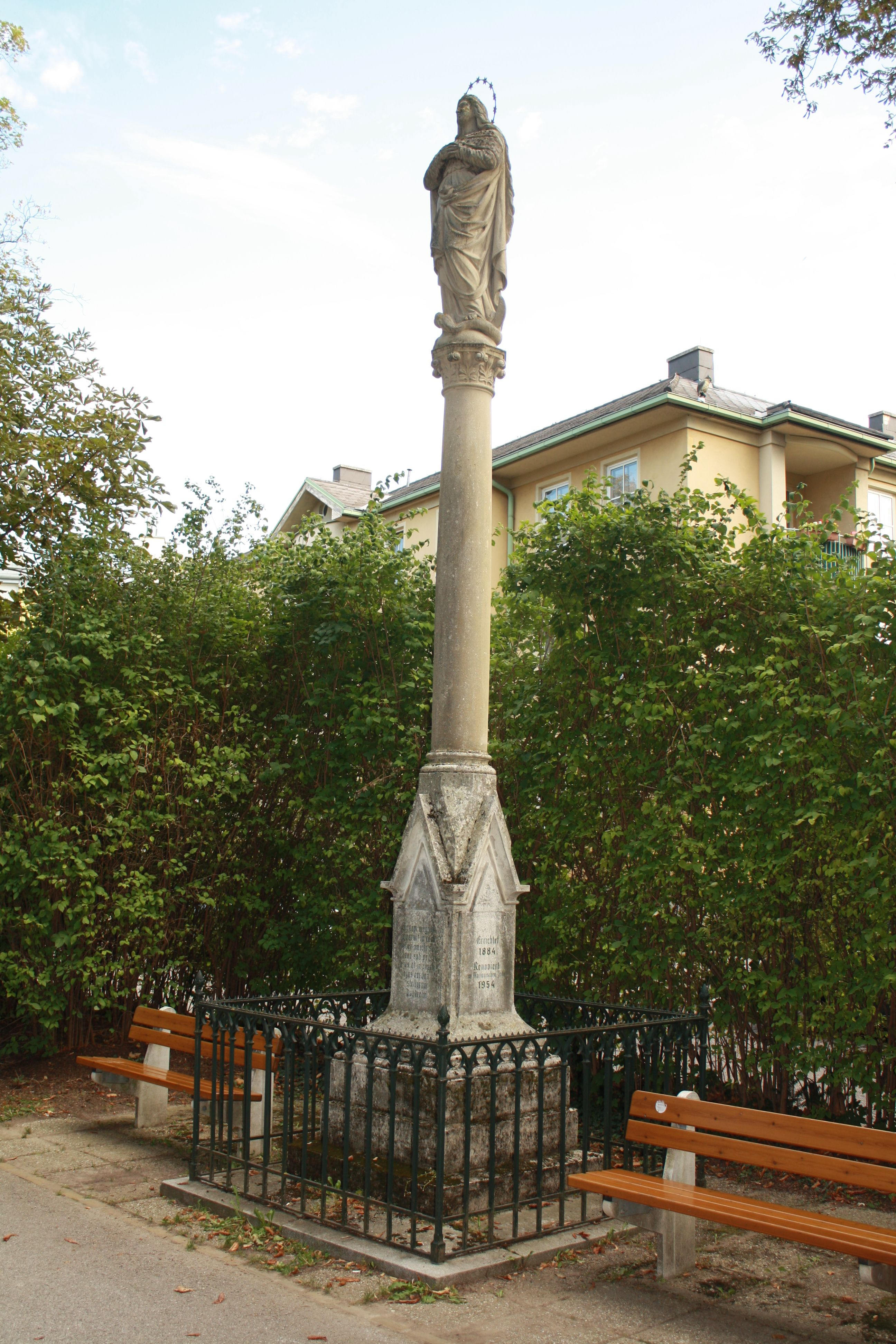
Figurenbildstock, gesetzt 1884 in Baden bei Wien